# Polyplectropus alkyone
Polyplectropus alkyone là một loài Trichoptera trong họ Polycentropodidae. Chúng phân bố ở miền Ấn Độ - Mã Lai.